# Nyssodrysternum sulphurescens
Nyssodrysternum sulphurescens es una especie de escarabajo longicornio del género Nyssodrysternum, tribu Acanthocinini, subfamilia Lamiinae. Fue descrita científicamente por Bates en 1885.

## Descripción
Mide 6,3-8,5 milímetros de longitud.

## Distribución
Se distribuye por Costa Rica y Panamá.